# سن-تریویه-سور-موانیان
سن-تریویه-سور-موانیان (به فرانسوی: Saint-Trivier-sur-Moignans) یک کمون در فرانسه است که در Canton of Saint-Trivier-sur-Moignans واقع شده‌است.

## خصوصیات
سن-تریویه-سور-موانیان ۴۱٫۹۹ کیلومترمربع مساحت و ۱٬۸۸۱ نفر جمعیت دارد و ۲۵۵ متر بالاتر از سطح دریا واقع شده‌است.